# Премия Лоренса Оливье
Пре́мия Ло́ренса Оливье́ (Пре́мия Лоуре́нса Оливье́, англ. Laurence Olivier Award) — британская награда, присуждаемая Лондонским Театральным Сообществом, в качестве признания профессиональных достижений в сфере театра. Вручается за роли и спектакли, впервые показанные как в Вест-Энде, так и в целом на театральных подмостках Лондона. Премия считается наиболее престижной театральной наградой Великобритании, аналог премии «Тони» на Бродвее.
Обычно именуется просто как «Премия Оливье»; ежегодно вручается в различных категориях, охватывающих драматические спектакли, мюзиклы, оперу, балет и постановки в театральных филиалах. Была учреждена в 1976 году как премия Театрального сообщества Вест-Энда, но в 1984 году Оливье дал согласие на переименование награды в его честь.

## Регламент
Попасть в номинацию может любая новая постановка, премьера которой состоялась в театрах, представленных Театральным сообществом Лондона, в период c середины февраля предыдущего года по середину февраля текущего года (каждый год устанавливаются конкретные сроки в зависимости от даты проведения церемонии) при условии, что спектакль был показан зрителям не менее тридцати раз. Помимо членов Театрального сообщества Лондона в состав отборочного комитета входят разделенные по четырем комитетам (драма, мюзикл, опера, балет) авторитетные специалисты в театральной индустрии и простые зрители. Они могут подать заявку на участие в комитете и обязаны будут посетить около 100 драматических и музыкальных спектаклей в течение года по предоставляемым организаторами билетам.
В общей сложности премия вручается в 40 номинациях, поделённых между шестью категориями.
У церемонии награждения лауреатов нет постоянной площадки и дня проведения (как правило, это происходит в марте или апреле). Чаще всего торжества по случаю премии случались в отеле Grosvenor House Hotel, в 2012—2014 годах презентацию провёл Королевский театр Ковент-Гарден.
С 2017 года церемония награждения проходит в Королевском Альберт-холле, транслируется через интернет-порталы, а затем выдержки из церемонии награждения транслируются на телеканале ITV. В 2020 году церемония вручения премии, запланированная на 5 апреля, была отменена из-за пандемии COVID-19, несмотря на то, что номинации были объявлены в начале марта. Организаторы планируют провести мероприятие, на котором объявят победителей, осенью 2020 года.
В 2011 году телекомпания BBC впервые организовала «живую» трансляцию церемонии награждения, а в 2012-м состоялся дебютный показ онлайн в интернете.

## Награда
Победители награждаются бронзовой статуэткой с изображением Лоренса Оливье в роли Генриха V из постановки театра Олд Вик 1937 года, которая после переименования премии заменила кубок с традиционным синим окрасом производства компании Веджвуд. В случае победы постановки (драмы или мюзикла) награждаются не авторы спектакля, а его продюсеры.

## Категории премии

### Драматургия
- Лучшая новая драма
- Лучший возобновлённый спектакль
- Лучшая новая комедия
- Лучшая мужская роль
- Лучшая женская роль
- Лучшая роль второго плана
- Лучшая мужская роль второго плана
- Лучшая женская роль второго плана

### Мюзиклы
- Лучший новый мюзикл
- Лучший возобновлённый мюзикл
- Лучшая мужская роль в мюзикле
- Лучшая женская роль в мюзикле
- Лучшая роль второго плана в мюзикле
- Лучшая мужская роль второго плана в мюзикле
- Лучшая женская роль второго плана в мюзикле

### Сценическое производство
- Лучшая режиссура
- Лучшая театральная хореография
- Лучший костюмер
- Лучший декоратор
- Лучшая постановка света
- Лучшая постановка звука

### Балет и опера
- Лучшая новая постановка балета
- За выдающиеся заслуги в балете
- Лучшая новая постановка оперы
- За выдающиеся заслуги в опере

### Другие категории
- Премия Лоренса Оливье за особые заслуги в области театра

### Категории прошлых лет
- Лучшее новое лицо
- За выдающееся достижение в музыке

## Рекорды премии
- Актриса Джуди Денч — рекордсмен по количеству завоеванных Премий Лоренса Оливье. В 2016 году она получила её в восьмой по счету раз[15].
- Самое большое количество премий в один год получила пьеса «Гарри Поттер и Проклятое дитя» в 2017 году. Постановка получила 9 премий из 11 номинаций, включая «Лучшая новая драма», «Лучшая мужская роль» (Джейми Паркер) и «Лучшая женская роль второго плана» (Нома Думезвени)[16]. До этого рекорд в 7 наград, включая номинации «Лучшая новая драма», «Лучшая мужская роль» (Люк Тредэвэй), «Лучший режиссёр» (Мэриэнн Эллиотт[англ.]) и «Лучшая женская роль второго плана» (Никола Уолкер), принадлежал пьесе «Загадочное ночное убийство собаки» (2013 год)[17].
- Самое большое количество номинаций в один год получил мюзикл «Гамильтон» в 2018 году. Он выдвинут на 13 премий в 10 номинациях, включая «Лучший новый мюзикл», «Лучшая мужская роль в мюзикле» (Джамаэл Вестман и Джайлс Терера), «Лучший режиссёр» (Томас Кайл) и за выдающееся достижение в музыке. Таким образом, «Гамильтон» побил рекорд пьесы «Гарри Поттер и Проклятое дитя» и мюзикла «Лак для волос», которые были номинированы на 11 премий каждый[18][19].
- Самое большое количество наград для возобновленного спектакля получил мюзикл «Кабаре» в 2022 году, выиграв 7 премий из 11 номинаций, среди которых «Лучший возобновленный мюзикл», «Лучший режиссёр» и все четыре актёрские номинации для мюзиклов.[20]
- Самым молодым обладателем премии является Элеанор Уоррингтон Кокс в номинации «Лучшая актриса мюзикла» за роль Матильды Уормвуд в одноимённом мюзикле, разделившая эту награду с тремя столь же юными коллегами в 2012 году.[21] Уоррингтон Кокс на момент победы было 10 лет.[22]

## Российские лауреаты премии Оливье
- В 1988 году сразу два российских (советских) театра получили премию Лоренса Оливье: Мариинский (Кировский) балет в номинации «За выдающиеся заслуги в балете» за сезон, проведенный на сцене Королевского оперного театра, и Малый драматический театр в номинации «За достижение в области театра» за спектакль «Звёзды на утреннем небе» на сцене Риверсайд Студиос.
- Первым российским актёром, удостоенным премии Лоренса Оливье за лучшую мужскую роль второго плана, стал Олег Меньшиков, получивший её в 1992 году за роль Сергея Есенина в лондонской постановке «Когда она танцевала» по пьесе Мартина Шермана[23].
- Вячеслав Полунин — лауреат премии 1998 года за спектакль «сНежное шоу» в номинации «Лучшее эстрадное представление»[24].